# Коктебельский дельфинарий
Коктебельский дельфинарий — специальное учреждение для демонстрации дрессированных морских млекопитающих — дельфинов и морских котиков.

## Описание
Дельфинарий представляет собой единый комплекс с открытыми бассейнами, трибунами, а также технологическими и подсобными помещениями. В зимний период бассейн закрывается куполом. В дельфинарии работают специалисты, имеющие многолетний опыт работы с морскими млекопитающими.
Основной вид деятельности дельфинария — популяризация знаний о морских млекопитающих, осуществление просветительной работы на базе демонстрационной программы с обученными морскими животными. Дельфинарий «Коктебель» принимает активное участие в работе по развитию сети мониторинга, спасения и реабилитации больных и пострадавших дельфинов.
Кроме спектаклей в дельфинарии существует возможность купания и дайвинг с дельфинами. Также проводятся сеансы дельфинотерапии, которые является эффективным методом безмедикаментозного оздоровления и реабилитации детей с функциональными ограничениями.
С мая по октябрь в дельфинарии «Коктебель» демонстрируется программа с участием черноморских дельфинов афалин и северных морских котиков.

### Участие площадки в Koktebel Jazz Party
В 2017 году в ходе 15-го международного джазового фестиваля Koktebel Jazz Party (KJP) арена дельфинария стала местом проведения концертов джазменов переплетающихся с шоу-представлением морских животных. В выступлении приняли участие саксофонист Сергей Головня, а "на клавишах" был Олег Стариков. Дельфины под джазовые композиции вместе со своими тренерами в это время безукоризненно исполняли свою программу.